# Jean François Leval
Pour les articles homonymes, voir Leval.
Jean François Leval est un général français de la Révolution et de l’Empire, né le 18 avril 1762 à Paris et mort le 7 août 1834 dans cette même ville. 

## Biographie

### Du simple soldat au général de division
Il est le fils de Jean François, bourgeois de Paris et Marie Madeleine Ducres.
Sa carrière militaire commence au régiment Poitou infanterie comme simple soldat. Il sert de 1779 à 1783 aux colonies sous les ordres de Guichen, et est blessé le 9 mai 1781 à la bataille de Pensacola. Promu capitaine au bataillon de Paris en 1791 , il sert ensuite comme lieutenant-colonel au 1er bataillon des grenadiers de Paris l'année suivante. 
Le 16 mars 1793, pendant le combat de Tirlemont sous les yeux du général Valence, il défait un régiment de cavalerie et les gardes du corps de l'empereur avant de prendre trois pièces de calibre 13 et deux obusiers. Après cette action d'éclat le voici colonel du 99e régiment d'infanterie de ligne. Il gravit rapidement les grades pendant la Révolution française : au début de l'année 1793, il commande une demi-brigade à l'armée de Sambre-et-Meuse. Promu général de brigade le 2 octobre 1793 sous les ordres de Jourdan, il dirige une brigade durant la bataille de Fleurus. Il est promu général de division le 30 juillet 1799.

### Général de l'Empire
Commandant de la 5e région militaire à Strasbourg lors de l'affaire du duc d'Enghien, c'est lui qui est chargé d'arrêter le duc à Ettenheim, dans le pays de Bade, en mars 1804.  
Au début du Premier Empire, il obtient le commandement d'une division de la Grande Armée avec laquelle il se distingue à Iéna et à Eylau. En 1808, Leval est fait grand officier de la Légion d'honneur et passe en Espagne comme chef de la « division allemande », une formation composée de la brigade hollandaise, du régiment de Nassau, du régiment de Bade, du régiment de Hesse-Darmstadt, d'un régiment de gardes nationaux de Paris et de quelques autres unités. La division assiste aux batailles de Durango, de Talavera, d'Almonacid et d'Ocaña où Leval est blessé. Son plus important commandement a lieu lors du siège de Tarifa en Andalousie, de décembre 1811 à janvier 1812, où, seul en responsabilité, il échoue. 
Il participe enfin à la campagne de France en 1814 au sein du 6e corps d'armée commandé par le maréchal Marmont. À la tête de la 7e division d'infanterie, il se distingue notamment à la bataille de Vauchamps le 14 février. Son nom figure sur la 7e colonne sous l'arc de triomphe de l'Étoile.

## Hommages
Ayant été pendant huit campagnes consécutives à l'avant-garde, il est créé baron de l'Empire le 28 mai 1809.